# Городщина
Городщина (бел. Гарадшчына) — деревня в составе Буйничского сельсовета Могилёвского района Могилёвской области Республики Беларусь. Расположена на западной окраине города Могилёва, рядом с деревней расположена платформа Городщина железной дороги Могилёв — Осиповичи.

## История
В 1994 году деревня состояла из 87 хозяйств и 189 жителей. В 2007 году в деревне — 91 домохозяйство и 172 жителя. Президентским указом от 30 апреля 2010 года в черту города Могилёва были включены земельные участки Могилёвского района общей площадью 902 гектара. В том числе и территория между городом и деревней Городщина площадью 22 гектара. Эта территория отдана под индивидуальную застройку (489 участков). Таким образом, граница города подошла вплотную к деревне.